# Eben Byers
Ebenezer McBurney Byers (12 de abril de 1880 - 31 de março de 1932) foi um rico socialite, atleta e industrial americano. Ele venceu o US Amador em 1906 no golfe. Ele ganhou notoriedade no começo dos anos 1930, quando morreu de múltiplos cânceres induzidos por radiação depois de consumir Radithor, um medicamento patenteado popular feito de rádio dissolvido em água.

## Biografia
Filho do industrial Alexander Byers, Eben Byers foi educado na St. Paul's School e no Yale College, onde ganhou reputação como atleta e por ter uma libido hiperativa. Ele foi o campeão de golfe amador dos Estados Unidos em 1906, depois de terminar como vice-campeão em 1902 e 1903. Byers acabou se tornando o presidente da Girard Iron Company, que havia sido criada por seu pai.
Em 1927, Byers feriu o braço ao cair de um leito de ferrovia. Para a dor persistente, um médico sugeriu que ele tomasse Radithor, um medicamento patenteado fabricado por William JA Bailey. Bailey abandonou a Universidade de Harvard e alegou falsamente ser doutor em medicina e enriqueceu com a venda do Radithor, uma solução de rádio em água que, de acordo com ele, estimulava o sistema endócrino. Ele ofereceu aos médicos uma propina de 1/6 para cada dose prescrita.
Byers começou a tomar várias doses de Radithor por dia, acreditando que lhe deu uma "sensação tonificada", mas parou em outubro de 1930 (depois de tomar cerca de 1400 doses) quando o efeito desapareceu. Ele perdeu peso e teve dores de cabeça, e seus dentes começaram a cair. Em 1931, a Federal Trade Commission pediu-lhe que testemunhasse sobre sua experiência, mas ele estava doente demais para viajar, então a comissão enviou um advogado para levar seu depoimento em sua casa; o advogado relatou que "toda a mandíbula superior de Byers, exceto dois dentes da frente e a maior parte da mandíbula inferior, foram removidos" e que "Todo o tecido ósseo remanescente de seu corpo estava se desintegrando, e buracos estavam realmente se formando em seu crânio".
Sua morte em 31 de março de 1932 foi atribuída a "envenenamento por radiação", usando a terminologia da época, mas foi devido a câncer, não à síndrome de radiação aguda. Ele está sepultado no Cemitério Allegheny em Pittsburgh, Pensilvânia, em um caixão revestido de chumbo.

## Legado
A morte de Byers recebeu muita publicidade e aumentou a consciência sobre os perigos das "curas" radioativas.
A Federal Trade Commission emitiu uma ordem contra os negócios de Bailey para "cessar e desistir de várias representações até então feitas por eles quanto ao valor terapêutico de Radithor e de declarar que o produto Radithor é inofensivo". Mais tarde, ele fundou o "Radium Institute" em Nova York e comercializou um clipe de cinto radioativo, um peso de papel radioativo e um mecanismo que pretendia tornar a água radioativa.
Depois de exumar o corpo de Byers em 1965, o físico do MIT Robley Evans estimou a ingestão total de rádio de Byers em cerca de 1000 μCi.